# Stefano Pareti
Stefano Pareti (Piacenza, 8 gennaio 1943) è un politico italiano.

## Biografia
Diplomato ragioniere, lavorò per molti anni come impiegato dell'Enel, prima a Cremona e poi a Piacenza. Si avvicinò agli ambienti socialisti in giovane età, e già nel 1969 entrò a fare parte del direttivo pronciale. Dal 1972 fece parte del direttivo esecutivo del partito.
Eletto consigliere comunale, dal 1975 fu assessore all'urbanistica nella giunta presieduta dal comunista Felice Trabacchi. Il 23 settembre 1980 venne eletto sindaco di Piacenza dal suo Partito, e rimase in carica fino al maggio 1985.
Nel 1990 fu eletto nel consiglio provinciale, svolgendo anche l'incarico di assessore. Rieletto nel comune di Piacenza nel 1998, fu di nuovo assessore nella giunta di Roberto Reggi dal 2002 al 2007.